# Lordiphosa
Lordiphosa är ett släkte av tvåvingar. Lordiphosa ingår i familjen daggflugor.

## Dottertaxa tillLordiphosa, i alfabetisk ordning[1][2]
- Lordiphosa acongruens
- Lordiphosa acuminata
- Lordiphosa alticola
- Lordiphosa andalusiaca
- Lordiphosa antillaria
- Lordiphosa archoroides
- Lordiphosa baechlii
- Lordiphosa basdeni
- Lordiphosa biconvexa
- Lordiphosa chaoi
- Lordiphosa chaolipinga
- Lordiphosa clarofinis
- Lordiphosa coei
- Lordiphosa collinella
- Lordiphosa cultrata
- Lordiphosa denticeps
- Lordiphosa deqenensis
- Lordiphosa eminens
- Lordiphosa falsiramula
- Lordiphosa fenestrarum
- Lordiphosa gruicollara
- Lordiphosa harpophallata
- Lordiphosa hexasticha
- Lordiphosa himalayana
- Lordiphosa hirsuta
- Lordiphosa incidens
- Lordiphosa kurokawai
- Lordiphosa ludianensis
- Lordiphosa macai
- Lordiphosa miki
- Lordiphosa mommai
- Lordiphosa neokurokawai
- Lordiphosa nigricolor
- Lordiphosa nigrifemur
- Lordiphosa nigrostyla
- Lordiphosa paradenticeps
- Lordiphosa paraflabella
- Lordiphosa parantillaria
- Lordiphosa penicilla
- Lordiphosa penicula
- Lordiphosa peniglobosa
- Lordiphosa piliferous
- Lordiphosa porrecta
- Lordiphosa protrusa
- Lordiphosa ramipara
- Lordiphosa ramosissima
- Lordiphosa ramula
- Lordiphosa ripa
- Lordiphosa serriflabella
- Lordiphosa shennongjiana
- Lordiphosa shii
- Lordiphosa spinopenicula
- Lordiphosa stackelbergi
- Lordiphosa subantillaria
- Lordiphosa tripartita
- Lordiphosa tsacasi
- Lordiphosa variopicta
- Lordiphosa vittata
- Lordiphosa zonaria